# Десантні вертольотоносці типу «Іводжима»
Десантні вертольотоносці типу «Іводжима» (англ. Iwo Jima class - серія універсальних десантних кораблів США. Перші спеціалізовані кораблі цього класу, тип «Іводжима» були створені на основі досвіду експлуатації переобладнаних у десантні вертольотоносці авіаносців періоду Другої світової війни. Всього в 1959 - 1970 роках були побудовані сім кораблів цього типу: «Іводжима», «Окінава», «Гуадалканал», «Гуам», «Тріполі», «Новий Орлеан», «Інчіхон», названих за місцями битв, у яких брала участь морська піхота США. 
Вони залишалися на озброєнні ВМС США протягом більш ніж трьох десятиліть та використовувалист ними у низці конфліктів, включаючи В'єтнамську війну і війну в Перській затоці. Зняті з озброєння вертольотоносці типу «Іводжима» були в 1992 - 2002 роках замінені новими універсальними десантними кораблями типу «Уосп».

## Представники типу
| Назва                                 | номер  | верф          | закладено  | спущений на воду | У строю    | списаний   | Подальша доля                                                                                                |
| ------------------------------------- | ------ | ------------- | ---------- | ---------------- | ---------- | ---------- | --- |
| «Іводжима» USS Iwo Jima (LPH-2)       | LPH-2  | П'юджет-Саунд | 02.04.1959 | 17.09.1960       | 26.08.1961 | 24.09.1993 | Пущений на злам в 1995                                                                                       |
| «Окінава» USS Okinawa (LPH-3)         | LPH-3  | Філадельфія   | 01.04.1960 | 19.08.1960       | 14.04.1962 | 17.12.1992 | Потоплений як мішень в 2002                                                                                  |
| «Гуадалканал» USS Guadalcanal (LPH-7) | LPH-7  | Філадельфія   | 01.09.1961 | 16.03.1963       | 20.07.1963 | 31.08.1994 | Потоплений як мішень в 2005                                                                                  |
| «Гуам» USS Guam (LPH-9)               | LPH-9  | Філадельфія   | 15.11.1962 | 22.08.1964       | 16.01.1965 | 25.08.1998 | Потоплений як мішень в 2001                                                                                  |
| «Тріполі» USS Tripoli (LPH-10)        | LPH-10 | Інгаллс       | 15.06.1964 | 31.07.1965       | 06.08.1966 | 15.09.1995 | Дослідне судно, переобладнаний в платформу для запуску ракетних випробувань. Утилізований в Браунсвілл, 2018 |
| «Нью-Орлінз» USS New Orleans (LPH-11) | LPH-11 | Філадельфія   | 01.03.1966 | 03.02.1968       | 16.11.1968 | 23.10.1998 | Потоплений як мішень в 2010                                                                                  |
| «Інчхон» USS Inchon (LPH-12)          | LPH-12 | Інгаллс       | 18.04.1968 | 24.05.1969       | 20.06.1970 | 20.06.2002 | Потоплений як мішень в 2004                                                                                  |